# Индекс автомобильных номеров Венгрии

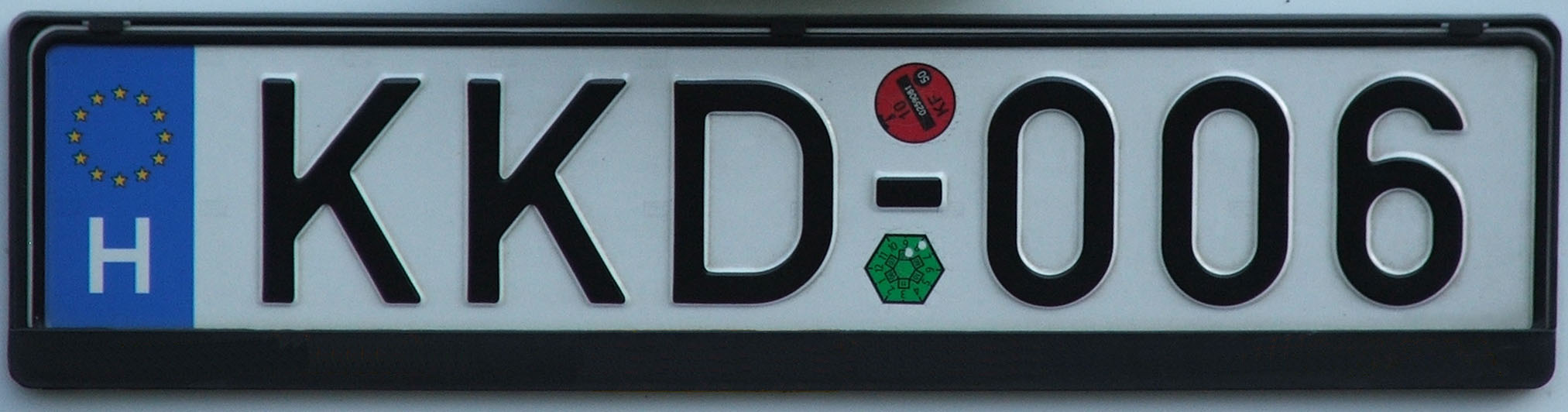
Стандартные венгерские номерные знаки 2007 года

Регистрационные номерные знаки Венгрии используются для регистрации безрельсовых транспортных средств. Современные номерные знаки выпускаются с 1 июля 2022 года, они состоят из 7 символов - 4 буквы и 3 цифры.

## Стандартные автомобильные номера, внешний вид в 2007
Автомобильные номера в Венгрии нанесены черными буквами на белом фоне. Обычно это сочетание трёх букв и трёх цифр. На номерные знаки, выпущенные в Венгрии до того, как Венгрия вошла в Европейский союз, в мае 2004, также был нанесено изображение венгерского флага над буквой Н, указывающей на страну регистрации (Hungary — Венгрия).
С тех пор, как Венгрия присоединилась к Европейскому союзу, слева на номерной знак нанесли вертикальную синюю полоску, с 12 желтыми звездами, и букву «Н». Однако, эти новые номерные знаки есть на автомобилях, купленных и зарегистрированных после 1 мая 2004, а старая форма номерных знаков все ещё действует.
Серия началась в 1990 году с комбинации AAA-001. К 2005, последовательные комбинации выпускаемых знаков достигли буквы 'K' (первая буква).
С 2008, выпускались номерные знаки, которые начинались с буквы 'L'. На номерных знаках мотоциклов первая буква 'U' , на грузовиках 'F', на трейлерах раньше первая буква была также 'F', сейчас это буква 'X'.
Дипломатические номерные знаки имеют белую надпись на синем фоне и буквы 'DT' и за ними идет сочетание четырёх цифр (например, DT 12-34).
Автомобили, закреплённые за полицией, имеют надпись 'RB' — вместо двух первых букв, за ними идут четыре цифры (например, RB 12-34).
Есть также специальные номерные знаки, выпускаемые для определённых организаций, например, для венгерского телевизионного агентства  Magyar Televízió используется сочетание 'MTV' вместо первых трёх букв на номерном знаке автомобиля. С 2006 г. машинам национальной службы скорой помощи разрешено использовать их старый формат MA 12-34, но в новом оформлении (указывающем на регистрацию автомобиля в пределах Европейского союза).
Компания «Budapest Transport Limited» (BKV Rt.) использует номерные знаки, которые начинаются с BPO-123, или BPI-123, и эта транспортная компания идентифицирует автобусы, принадлежащие ей, сочетаниями 01-23 и 11-23 соответственно. Эта система используется только для автобусов «Икарус», (потому что бывшая в употреблении система номерных знаков, когда номер состоял из двух букв и четырёх цифр изменилась и перешла из формата BP 0123 в формат BPO-123), тогда как на автобусы Volvo вешается жёлтый номерной знак с буквой 'F'.
Краткое резюме по некоторым специальным видам номерных знаков, с указанием форматов:
(Заметьте: в Венгрии в соответствии со Сводом Автомобильных Правил, автомобилем называют транспортное средство, имеющее право перевозить до 9 пассажиров, включая водителя, при условии, что нет ограничений по провозу меньшего числа пассажиров. Обычно есть ограничение до 5 человек. Все вопросы, связанные с автомобильными номерными знаками, регулируются приказом номер 35/2000 Министерства внутренних дел)
Серии номерных знаков от ABC-123: стандартные номерные знаки, ABCD-12 и ABCDE-1 персональные номерные знаки 340 EUR и 1320 EUR).
EXX-123*,**: Регистрационные номерные знаки службы такси. Наиболее часто встречающиеся EAA-001 до EDZ-999.
FXX-123*,**: Номерные знаки транспортного средства, зарегистрированного, как грузовой автомобиль.
MTV-123: Номерные знаки Венгерского Телевидения.
XXX-123: Номерные знаки для трейлеров, раньше они начинались с буквы 'F'. 'X' Номерные знаки, которые выпускаются сейчас, белого цвета и начинаются с буквы «Х»
UXX-123: Номерные знаки для мотоциклов. Текущая серия перевалила за комбинацию UXA-123, так что скоро может появиться новая система нумерации.
YXX-123: Автомобильные знаки для «медленных автомобилей». Эти номерные знаки красного цвета, на белом фоне, и подчиняются только специальным законам.
CK 12-34: Консульские номерные знаки. Могут быть только на машине консульских работников, но не дип.работников.
DT 12-34: Дипломатические номерные знаки. Используются дипломатическим корпусом. Номерной знак белого цвета на синем фоне для тех машин, которые получили номерные знаки после присоединения к ЕС (предыдущая версия знака — была на фоне светло-голубого цвета).
HA 12-34: Номерные знаки Венгерской Армии (Приказ 35/2000, для армейских транспортных средств она начинается с буквы 'H')
MA 12-34: Номерные знаки национальной службы скорой помощи
OT 12-34: Старый формат номерных знаков. Для старинных машин, которым более 30 лет. (Существует только версия без индексирования ЕС, то есть без синей полоски с надписью Н)
RB 12-34: Номерные знаки венгерской полиции. (Приказ 35/2000)
RR 12-34: Номерные знаки венгерской таможенной службы и службы исполнения наказаний, также размещаются на транспортных средствах, предназначенных для перевозки заключённых.
M12 3456: Сельскохозяйственные транспортные средства, используемые как транспорт.
C-X 1234: Транспортные средства, которые находятся во владении неграждан Венгрии.
X-A 1234, X-B 1234 и X-C 1234: Номерные знаки для автомобилей, сдающихся напрокат, с 2004.05.01 не используются.

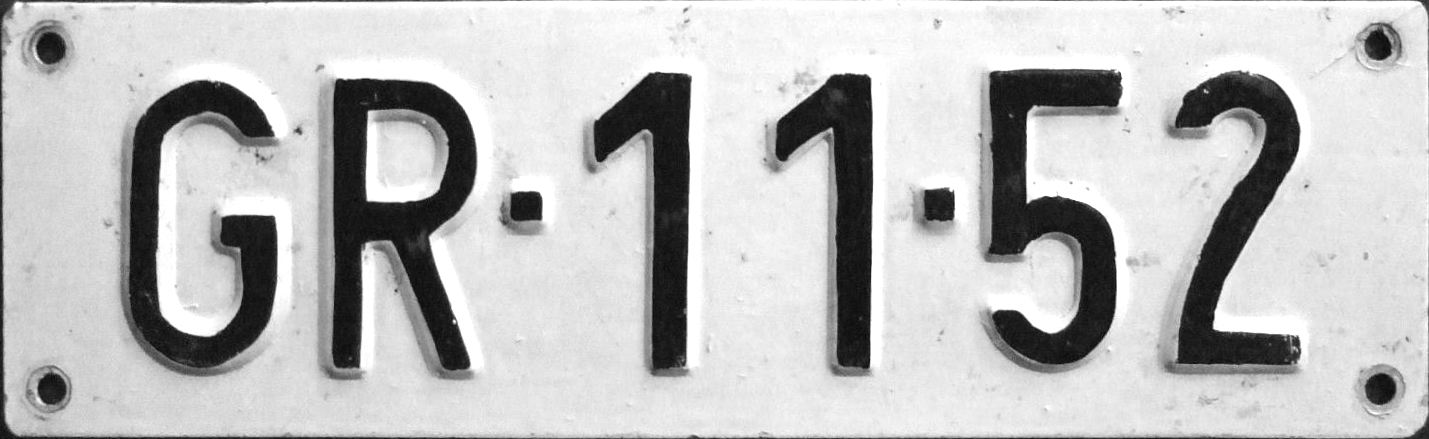
Венгерский передний номерной знак 1959-1990 гг.

## Номерные знаки периода 1959-1990 гг.

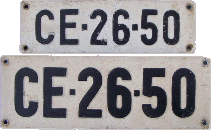
Венгерские номерные знаки для легкового транспорта 1959-1990 гг.

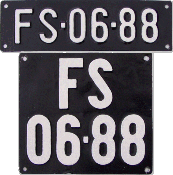
Венгерские номерные знаки коммерческого транспорта 1959-1990 гг.

Номерные знаки имели формат вида ##-12-34.
Не было никаких обозначений, которые могли бы нам сообщить, в каком месте зарегистрирован автомобиль.
Задние номерные знаки были больше, чем передние, и имели более толстый шрифт.
Размеры номерных знаков следующие :
- легковые автомобили - спереди 300х90 мм, сзади 365х125 мм
- грузовые автомобили - спереди 300х90 мм, сзади 230х210 мм
- прицепы - 230х210 мм
- мотоциклы - 185х165 мм

### Вид номерных знаков в зависимости от категории ТС[1]
Символ решётки (#) обозначает любую латинскую букву.
| Категория транспорта                                                                      | Формат                                                | Цвет фона | Цвет символов |
| ----------------------------------------------------------------------------------------- | ----------------------------------------------------- | --------- | ------------- |
| Для высших должностных лиц страны                                                         | A-12-34                                               | белый     | черный        |
| Государственные и муниципальные компании                                                  | AB-12-34                                              | белый     | черный        |
| Нетрадиционные служебные автомобили                                                       | AB-12-34                                              | черный    | белый         |
| Легковые автомобили для органов внутренних дел и государственного управления              | BA-12-34                                              | белый     | черный        |
| Мотоциклы                                                                                 | BK-12-34 EK-12-34 KD-12-34 NA-12-34 NC-12-34 OA-12-34 | белый     | черный        |
| Автобусы                                                                                  | BV-12-34                                              | белый     | черный        |
| Грузовики государственных и муниципальных компаний                                        | F#-12-34                                              | черный    | белый         |
| Общественные автобусы                                                                     | GA-12-34                                              | черный    | белый         |
| Собственные автобусы компаний и учреждений                                                | GB-12-34                                              | черный    | белый         |
| Транспортные средства Венгерской армии                                                    | HA-12-34 HB-12-34                                     | белый     | черный        |
| Военные эвакуаторы                                                                        | HF-12-34                                              | белый     | черный        |
| Военные автобусы, регулярные автобусы                                                     | HG-12-34                                              | белый     | черный        |
| Военные новостные автомобили                                                              | HH-12-34                                              | белый     | черный        |
| Военные мотоциклы                                                                         | HK-12-34                                              | белый     | черный        |
| Военные локаторы и тягачи                                                                 | HL-12-34                                              | белый     | черный        |
| Военные передвижные мастерские, автомобильные тягачи, артиллерийские измерительные машины | HM-12-34                                              | белый     | черный        |
| Армейские мотоциклы                                                                       | HN-12-34                                              | белый     | черный        |
| Транспортные средства военно-технических частей                                           | HP-12-34                                              | белый     | черный        |
| Армейские лёгкие внедорожники (ГАЗ-63, ГАЗ-66, УАЗ-469)                                   | HR-12-34                                              | белый     | черный        |
| Военная химическая и пожарная техника                                                     | HS-12-34                                              | белый     | черный        |
| Военные грузовики                                                                         | HT-12-34                                              | белый     | черный        |
| Армейские эвакуаторы (Урал-375Д, Csepel D-566, ЗиЛ-157, Dac-665T и др.)                   | HV-12-34                                              | белый     | черный        |
| Армейские трейлеры                                                                        | HX-12-34                                              | белый     | черный        |
| Танки                                                                                     | HZ-12-34                                              | белый     | черный        |
| Такси                                                                                     | JA-12-34 JB-12-34                                     | черный    | белый         |
| Автомобили скорой помощи                                                                  | MA-12-34                                              | белый     | черный        |
| Почтовый транспорт (до 1976 г.)                                                           | PA-12-34                                              | белый     | черный        |
| Полиция                                                                                   | R#-12-34                                              | белый     | черный        |
| Грузовые автомобили кооперативов, предприятий, общественных организаций                   | SA-12-34                                              | белый     | черный        |
| Пожарная служба                                                                           | TO-12-34 TU-12-34                                     | белый     | черный        |
| Тракторы, полуприцепы                                                                     | VA-12-34                                              | белый     | черный        |
| Прицепы, полуприцепы                                                                      | XA-12-34 XV-12-34                                     | белый     | черный        |
| Прицепы, полуприцепы, прицепы, принадлежащие государству или совету                       | XA-12-34 XV-12-34                                     | черный    | белый         |
| Арендованные автомобили                                                                   | XX-12-34                                              | белый     | черный        |

### Дипломатические номера
| Назначение                                                    | Формат   | Цвет фона | Цвет символов | Пример |
| ------------------------------------------------------------- | -------- | --------- | ------------- | ------ |
| Недипломатические автомобили дипломатических представительств | CC-12-34 | белый     | красный       |        |
| Автомобили глав дипломатических миссий                        | CD-12-34 | белый     | черный        |        |
| Автомобили нерезидентов                                       | CK-12-34 | белый     | черный        |        |
| Транспортные средства дипломатических представительств        | DT-12-34 | голубой   | белый         |        |

### Временные номерные знаки[1]
| Назначение                                                                 | Формат      | Размеры    | Цвет фона | Цвет символов                   | Пример |
| -------------------------------------------------------------------------- | ----------- | ---------- | --------- | ------------------------------- | ------ |
| Временный номерной знак во время ремонта (тест-драйв, экзамен и т.д.)      | PRÓBA 12-34 | 230х210 мм | белый     | PRÓBA - красным, цифры - черным |        |
| Торговый номерной знак                                                     | PRÓBA 12-34 | 230х210 мм | белый     | красный                         |        |
| Взамен утерянного номерного знака (действительны только в течение 30 дней) | E-12-34     | 365х125 мм | белый     | E - красным, цифры - черным     |        |
| Экспорт (действительны только в течение 30 дней)                           | Z-12-34     | 365х125 мм | белый     | Z - красным, цифры - черным     |        |
| Транспортные средства под растаможкой                                      | VÁM-123-45  | 400х90 мм  | белый     | черный                          |        |

### Номерные знаки для сельскохозяйственной техники
Данный тип номеров имел черные символы на белом фоне.
Символ решётки (#) обозначает любую латинскую букву.
| Назначение                         | Формат  | Размеры    | Пример |
| ---------------------------------- | ------- | ---------- | ------ |
| Сельхозмашины (трактора, комбайны) | 123 45  | 250х250 мм |        |
| Тракторные прицепы                 | ## 1234 | 250x250 мм |        |

## Типы временных номерных знаков (версия знаков выпущенных до вступления в ЕС)
E-12345: Транспортное средство, предыдущий номерной знак был утерян («Elveszett»).
P-12345: Экспериментальный или опытный автомобиль («Próba»).
V-12345: Нерастаможенный автомобиль
Заметьте:
1. 'EXX' и 'FXX' номерные знаки являются «коммерческими номерными знаками» и имеют жёлтый цвет
2. Серии от 'EEA' до 'EZZ' и от 'FAA' до 'FHZ' выпускаются как стандартные.

В Венгрии нет действующей системы нумерации номерных знаков автотранспортных средств, сообщающей в номерных знаках точную дату и место выпуска номерных знаков. Обычно это включено в регистрационную документацию для данного автомобиля, но не существует простого способа, такого как в Великобритании, который могли бы сообщить о возрасте машины, или такого простого, как в Германии, (также как и в большинстве стран Центральной и Восточной Европы), чтобы сообщить нам о том, откуда машина.